# Два дні (фільм)
«Два дні» (рос. Два дня) — російська комедійна мелодрама режисера Авдотьї Смирнової, вийшла в прокат 8 вересня 2011 року.

## Синопсис
Петро Дроздов, високопоставлений чиновник з Москви, приїжджає в провінційний музей напівзабутого класика російської літератури на прохання губернатора області, який хоче забрати у музею земельні володіння і побудувати на них нову резиденцію. І спочатку Дроздов підтримує це рішення, але знайомство з Машею, літературознавцем, що працює в музеї заступником директора, змінює його погляд не тільки на цю проблему, але і взагалі на все його життя...

## У ролях
| Актор              | Роль            |
| ------------------ | --------------- |
| Федір Бондарчук    | Петро Дроздов   |
| Ксенія Раппопорт   | Маша            |
| Євген Муравич      | Ільїн           |
| Ірина Розанова     | Лариса Петрівна |
| Геннадій Смирнов   | Віктор          |
| Костянтин Шелестун | Аркадій         |
| Марія Семенова     | Катя            |
| Андрій Смирнов     | Міністр         |
| Ольга Диховічна    | Ліда            |
| Сергій Уманов      | Харкевич        |

## Саундтрек
У фільмі використана музична композиція «Windy Song», автор - Miusha. На початку фільму звучить музика російського композитора Петра Клімова. На фінальних титрах звучить пісня «Супертанго» у виконанні групи Мегаполіс: музика — Олег Нестеров, Михайло Габолаев, Максим Леонов, текст — Олександр Бараш, Олег Нестеров.

## Нагороди
- Приз на фестивалі «Вікно в Європу» 2011 року: 
  - Приз «Золота тура» (у конкурсі «Виборзький рахунок»).
- 5 номінацій на премію «Золотий орел»: найкращий фільм, найкраща чоловіча роль (Федір Бондарчук; перемога), найкраща жіноча роль (Ксенія Раппопорт; перемога), найкраща жіноча роль другого плану (Ірина Розанова) і найкраща операторська робота (Максим Осадчий).

## Знімальна група
- Режисер — Авдотья Смирнова
- Сценарист — Авдотья Смирнова, Анна Пармас
- Продюсер — Федір Бондарчук, Дмитро Рудовський, Рубен Дишдишян
- Композитор — Олексій Стеблєв, Петро Клімов